# Mojo!
Mojo! est un jeu vidéo de réflexion sorti en 2003 sur PlayStation 2 et Xbox. Le joueur contrôle une bille à travers une série de pièges dans le but de briser tous les blocs de couleur dans un niveau. Il est quelque peu similaire à Super Monkey Ball et à Marble Madness, il diffère pourtant en offrant un plus grand nombre de puzzles et d'obstacles à résoudre. Les joueurs reçoivent un bonus s'ils terminent un niveau dans un certain laps de temps. Il y a 100 niveaux disponibles dans le jeu, et quelques modes multijoueur ou par exemple, les joueurs peuvent créer leurs propres niveaux[citation nécessaire].